# Parcijalni uređaj
(Strogi) parcijalni uređaj je binarna relacija ako je antirefleksivna i tranzitivna.
Relacija {\displaystyle \prec } na skupu A je strogi parcijalni uređaj
ako vrijedi 
{\displaystyle a\prec b\Rightarrow a\neq b}(antirefleksivnost)
i ako vrijedi 

{\displaystyle a\prec b} & {\displaystyle b\prec c\Rightarrow a\prec c} (tranzitivnost)